# Football Manager 2009
Football Manager 2009, även känt som Football Manager 09 eller FM09, är ett fotbollsspel. Det släpptes på PC, Mac och Playstation Portable den 14 november 2008 i Europa och den 18 november 2008 i Nordamerika. Spelet går ut på att arbeta som tränare, manager och coach för ett valfritt fotbollslag. Man får bland annat värva nya spelare, göra egna träningsprogram och coacha sitt lag under matcherna.